# I'm Serious
Albums de T.I.
Trap Muzik
(2003)
Singles
1. I'm Serious
Sortie : 26 juin 2001

I'm Serious est le premier album studio de T.I., sorti le 9 octobre 2001 aux États-Unis.

## Liste des titres
| No  | Titre                                                                                          | Contient un (des) sample(s) de           | Durée |
| --- | ---------------------------------------------------------------------------------------------- | ---------------------------------------- | ----- |
| 1.  | Intro (Produit par DJ Toomp)                                                                   |                                          | 1:33  |
| 2.  | Still Ain't Forgave Myself (Produit par Craig Love)                                            |                                          | 5:33  |
| 3.  | Dope Boyz (Produit par DJ Toomp)                                                               |                                          | 4:24  |
| 4.  | What Happened? (Produit par Maseo)                                                             |                                          | 3:24  |
| 5.  | You Ain't Hard (featuring Mac Boney – Produit par Brian Kidd)                                  |                                          | 4:05  |
| 6.  | Why I'm Serious (Interlude) (Produit par DJ Toomp)                                             |                                          | 1:03  |
| 7.  | I'm Serious (featuring Beenie Man – Produit par The Neptunes)                                  |                                          | 3:27  |
| 8.  | Do It (Produit par DJ Toomp et T.I.)                                                           |                                          | 3:56  |
| 9.  | What's Yo Name (featuring Pharrell – Produit par The Neptunes)                                 |                                          | 3:52  |
| 10. | Hands Up (Produit par Brian Kidd)                                                              |                                          | 4:31  |
| 11. | Chooz U (featuring Jazze Pha – Produit par Jazze Pha)                                          | I Can Sho' Give You Love de Willie Hutch | 3:31  |
| 12. | I Can't Be Your Man (Produit par Brian Kidd)                                                   |                                          | 4:39  |
| 13. | Hotel (featuring Too $hort – Produit par Maestro)                                              |                                          | 5:04  |
| 14. | At the Bar (Produit par Brian Kidd et Yung D)                                                  |                                          | 3:49  |
| 15. | Heavy Chevys (featuring P$C – Produit par DJ Toomp)                                            |                                          | 4:46  |
| 16. | Grand Royal (Produit par T.I.)                                                                 |                                          | 5:11  |
| 17. | Outro (Produit par DJ Toomp)                                                                   |                                          | 2:45  |
| 18. | I'm Serious (Remix) (featuring YoungBloodZ, Bone Crusher et Pastor Troy – Produit par Lil Jon) |                                          | 5:33  |

## Classement
| Classements (2001)     | Meilleure position |
| ---------------------- | ------------------ |
| Billboard 200          | 98                 |
| Top R&B/Hip-Hop Albums | 27                 |